# احمد سنجری
 احمد سنجری  (زاده ۱ مهر ۱۳۳۲ - تهران) بازیکن سابق و مربی فوتبال اهل ایران است. وی سابقه بازی در باشگاه فوتبال هما را دارد.
وی سابقه ۱۶ بازی ملی نیز در کارنامه دارد.